# Bernhard IV. (Lippe)
Bernhard IV. zur Lippe (* um 1230 in ; † Juni 1275) war Landesherr der Herrschaft Lippe.

## Leben
Er wurde als ältester Sohn von Bernhard III. zur Lippe und Sofie van Cuijck-Arnsberg geboren.
1254 übernahm er die Regentschaft von Rheda und folgte 1265 seinem Vater als Regent des Hauses Lippe. Seinen Bruder Hermann III. zur Lippe beerbte er um die Stadt Lippstadt.
Zusammen mit seinem Onkel, Bischof Simon I. von Paderborn, nahm er an der Schlacht bei Zülpich gegen das Haus Jülich teil, bei der sein Onkel gefangen genommen wurde. Er löste ihn 1269 aus und begründete so die Verschuldung des Hauses Lippe.
Zeitweise war er Vormund im Haus Ravensberg, hatte Auseinandersetzungen mit Lippstadt als Mitglied des Rheinischen Städtebundes und war Lehnsherr des Freigerichtes Wesenfort.
Bernhard starb im Jahr 1275 und wurde im Kloster Marienfeld begraben.

## Nachkommen
Bernhard war ab 1260 mit der Gräfin Agnes von Kleve (~ 1232 – ~ 1. August 1285), Tochter des Grafen Dietrich IV. von Kleve und der Hedwig von Meißen, verheiratet. Aus der Ehe gingen folgende Kinder hervor:
- Simon I. zur Lippe (~ 1261 – 10. August 1344), verheiratet mit Gräfin Adelheid von Waldeck
- Elisabeth zur Lippe (* um 1273), verheiratet mit Graf Heinrich III. zu Solms-Braunfels